# 44167 Patriciaquinn
44167 Patriciaquinn este o planetă minoră (asteroid), cu un diametru de 3,499 km, din centura de asteroizi. A fost descoperită pe 1 mai 1998 la Stația Anderson Mesa de Lowell Observatory Near-Earth-Object Search. 
Obiectul prezintă o orbită caracterizată de o semiaxă mare de 2,3631877957487 UAi, o excentricitate de 0,068321581259176, o înclinație de 8,2079829292607 ° în raport cu ecliptica.